# 福原長堯
福原 長堯（ふくはら ながたか）は、安土桃山時代の武将、大名。豊臣秀吉の側近。豊後府内城（荷揚城）主。正室は石田正継の娘で、石田三成の妹婿。名は直高（なおたか）、長成（ながなり）ともいった。通称は右馬助。

## 生涯

### 秀吉に近侍

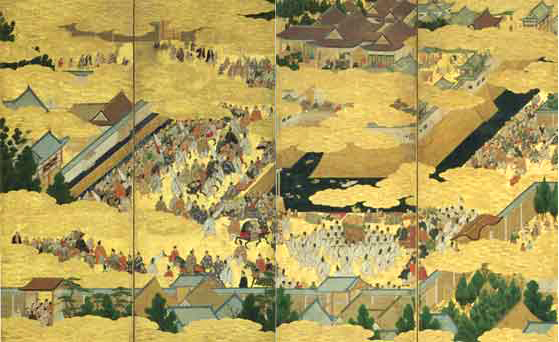
『後陽成天皇聚楽第行幸図』（堺市博物館収蔵）

出自不詳。前歴も不明で、石田三成の妹婿であったということ以外、素性はよくわからない。
はじめ豊臣秀吉に小姓頭衆の1人として仕えた。もっぱら福原右馬助を称した。
天正15年（1587年）4月、九州の役の根白坂の戦いにおいて、宮部継潤らと共に根白坂の砦を守った。10月には北野大茶湯の奉行を務めた。
天正16年（1588年）の聚楽第行幸のとき、武家の左列の二番目、増田長盛の次に供奉した。このときの左右の最前列は、長盛、長堯、石田三成、大谷吉継の順であり、70人の大名の前を進むという大任だった。
天正18年（1590年）の小田原の役に従軍し、3月の山中城の戦いに伝令として参加。伊達政宗の小田原参陣の際には、秀吉は4月3日に箱根底倉に到着した政宗のもとへ使者として浅野長政・長堯・宮部継潤・施薬院全宗を派遣した。5月24日、石垣山（笠懸山）で秀吉と政宗が対面した場面でも長堯は近侍した。これより前の5月22日に降伏した岩槻城の受領を命じられ、同城に留まり、城代として留守居を務めた。
天正19年（1591年）正月26日、秀吉は徳川家康を誘って尾張清須で鷹狩りをしたが、家康は前年の葛西大崎一揆を扇動した疑いがあった伊達政宗を招いて謝罪させた。秀吉は家康の顔に免じてこれを許したが、このとき長堯と木下吉隆（半介）が政宗の接待役だった。同年11月、秀吉が三河国吉良で鷹狩りを催した際に随従した。
文禄元年（1592年）、文禄の役には肥前国名護屋城に駐屯。後備衆の1人として500名を率い、東の二の丸の警備に任じられた。後備衆の中で500名も率いていたのは長束正家と長堯だけであった。
文禄2年（1593年）、太閤蔵入地の播磨国三木郡（旧中川秀政領）の代官を務めた。
文禄3年（1594年）、伏見城普請を分担し、このころ知行2万石。次いで但馬国豊岡城（同2万石）に移封された。同年の太閤検地により、10月に臼杵城と豊後国海部郡6万石を与えられた。
文禄4年（1595年）7月13日、豊臣秀次が高野山で自刃する前に、福島正則、池田秀雄と共に検使として派遣された。その前後で同月中に（播磨の内か）1万石が加増されている。

### 文治派武将

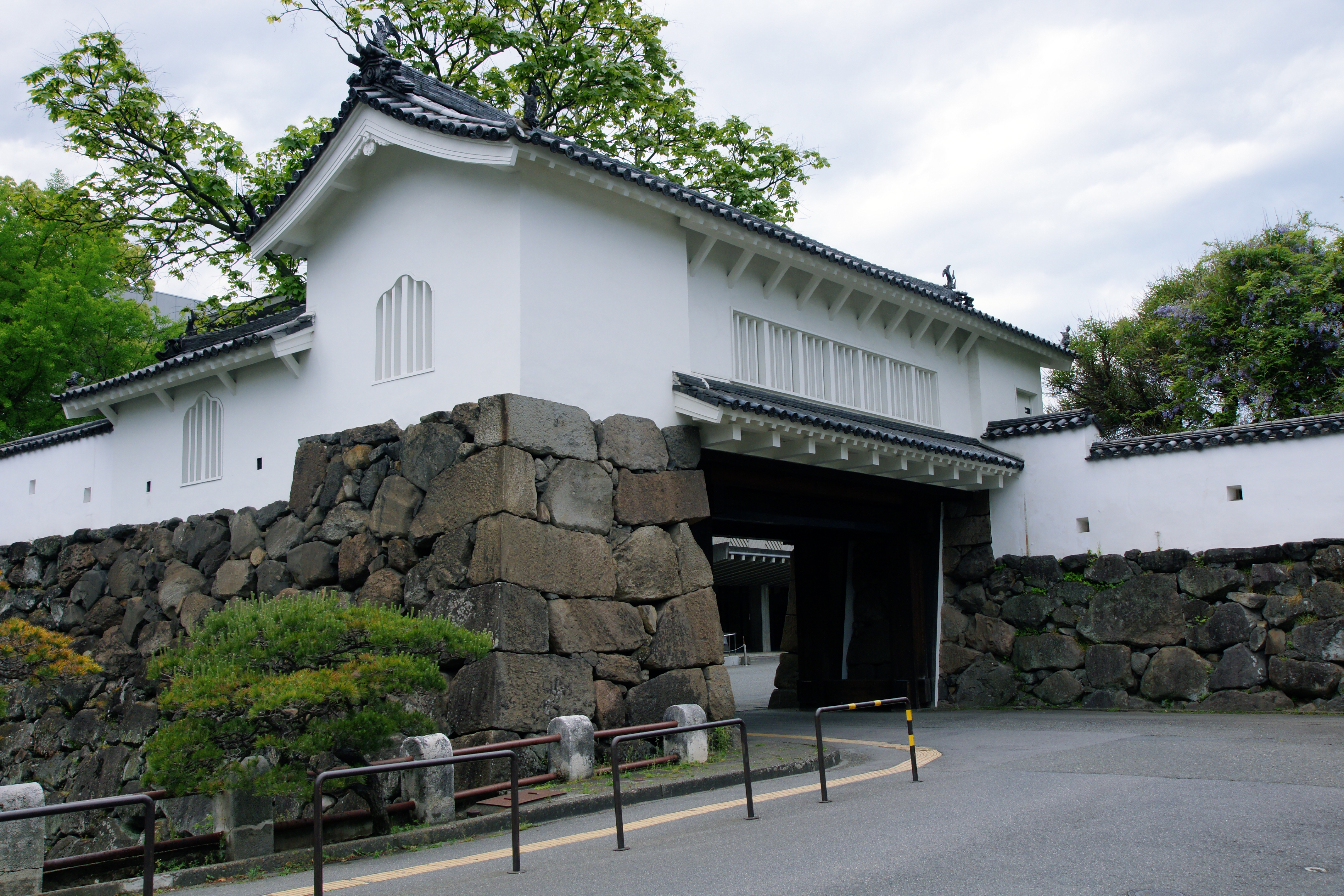
福原長堯が築城した府内新城（大分市）。地元では「福原直高」として知られる

慶長2年（1597年）正月、豊後府内城（大友館）主の早川長政が同国杵築城に移って、2月、石田三成の後押しで、長堯に豊後国大分郡、速見郡（在杵築城）、玖珠郡の3郡が加増されて、併せて12万石とされた。特別な武功もないのに異例の昇進であった。さらにこの移封に伴って玉突き人事があり、大野郡の代官だった太田一吉が臼杵城主として海部郡に入封し、代わって大野郡には中川秀成が入封した。
秀吉は、大友氏が選んだ旧府内城のある西山（上野）は狭く発展性がないと考えており、地震で倒壊後は修復もされていないとして、新たに城を構えるようにと指示したので、長堯は大分川河口付近の荷落と呼ばれる平地に定めて、府内新城（荷揚城）を新たに築城し始めた。ただし、同月から始まる慶長の役のため、長堯も4〜5月までには軍目付（軍監）7名の筆頭として朝鮮に渡ったので、工事は途中で中断された。賦役で領民を苦しめたというような記録はないが、普請奉行の娘・お宮を人柱にしたという伝承がある。同年、豊臣姓を下賜された。
同年7月15日、漆川梁海戦における藤堂高虎らの活躍を軍目付7名で秀吉に注進して、23日に藤堂に感状を出した。同年12月17日に順天城の小西行長の陣で失火があり、行長は福原の陣屋を間借りすることになったので、長堯は礼状や贈り物をもらった。
同12月末、蔚山城の戦いは寒さと飢えで戦意を失った明・朝鮮連合軍（包囲側）が撤退して終わったが、援軍として来た日本軍の諸隊はこれを遠巻きして、積極的には追撃しなかった。長堯は蜂須賀家政と黒田長政が陣所に明軍が寄せたときに「合戦をしなかった」と非難し、同役の毛利高政・早川長政・竹中重隆ら先手目付も監督を怠ったと叱責。秀吉に報告した。この報告後の顛末を翌年5月26日付の熊谷直盛・垣見一直・福原長尭連署状にて、薩摩の島津義弘・忠恒親子に説明しているが、秀吉は出征中の諸大名が蔚山城と順天城を放棄して西生浦から泗川までに戦線を縮小したことに激怒しており、蜂須賀家政・黒田長政に対しても「臆病者の由」と行動を激しく責めた。秀吉は、退却を進言した家政には領国に戻り蟄居するように命じ、長政には弁明の書状や進物などを送ることも許さないとして、軍目付の毛利高政・早川長政・竹中重隆も領国に戻り蟄居するように命じた。蔚山城の戦いは日本軍のかなり大きな勝利であったにも関わらず、秀吉の逆鱗に触れたために、報奨もなくなってしまった。厳しい戦いを続けていただけに、この一件は武断派諸将が文治派諸将を深く恨むようになる原因となった。
慶長3年（1598年）3月17日、長堯は小早川秀秋と共に釜山を経由して帰国した。府内新城の普請を再開したが、7月29日に大雨が降り、河川が氾濫して久光村が流没し、鶴見山でがけ崩れがあって、死者40余人を出した。8月18日の秀吉が亡くなると、長堯は工事を中断して、府内で大法会を執り行った。また形見として遺物・国俊の太刀を一振と金子二枚を賜った。以後は豊臣秀頼に仕える。

#### 石田三成襲撃事件
慶長4年（1599年）3月23日、加藤清正・黒田長政・浅野幸長の3人は池田輝政・福島正則・細川忠興・加藤嘉明と協議して、五奉行筆頭である石田三成のもとに使者を送り、蔚山城で明軍を撃破して大きな手柄が、軍目付として付けられていた長堯・垣見一直・熊谷直盛・太田一吉らの陰謀によって捻じ曲げられて悪く報告されたので、彼らを踏み殺そうと思うが、福原は貴殿（三成）の親戚で、他の3名も貴殿がその目をかけた者共なので、貴殿の赦しをえるべきと考えるが、彼らに切腹を申し付けべきであると伝えた。ところが、三成は、朝鮮の勲功はその折々で感状をだしているとし、黒田・加藤・浅野に大きな褒美がないのは太閤・秀吉の直接の意思のよるもので「我らの知るべきところではない」とし、福原らに腹を切らせる考えはないと、拒否した。激怒した七将は、閏3月3日に武断派の首領の前田利家が亡くなると、弔問のために秀頼のもとに登城するのを狙って三成を討ち取ろうとしたが、秀頼の旗本で三成恩顧の桑島治右衛門が聞き込み、驚いて三成に告げたので、4日、襲撃は未遂に終わった。ちょうど弔問で大坂に来ていた佐竹義宣は、この話を聞いて早速、石田三成邸に行って危険だから避難するようにと進言。三成は宇喜多秀家邸に移り、そこから義宣と共に伏見の自邸に行って、徳川家康に事情を説明した。5日、七将は手勢をつれて伏見にきて家康に三成の引き渡しを要求したが、家康は七将をなだめて引き下がるように言い、もし承知しないならば「三成と手を携えて一戦をも辞さない」としてので、しぶしぶ引き下がることになった。一方で、家康は中村一氏と酒井忠世を三成のもとに派遣して、（喧嘩両成敗であり）騒動の責任をとらせるとして三成に奉行を辞して佐和山城に隠退するように伝え、三成も了承した。ところが三成家臣の島左近が途中の襲撃を警戒して反対したので、11日、家康の代理として次男・結城秀康と家臣・犬塚平右衛門および安藤彦兵衛を同道させ、生駒親正と中村一氏に立ち会わせることになり、無事に送り届けた。

#### 除封
この三成失脚の直後の閏3月19日、五大老の徳川家康、前田利長、毛利輝元、上杉景勝、宇喜多秀家の連署により、蜂須賀家政・黒田長政の蔚山城の戦いでの武功を認め、慶長の役で福原長堯・熊谷直盛等は私曲を秀吉に訴えて有利な裁きを出したとして改めて裁定をやり直し、長堯は所領のうち府内が没収されて早川長政に戻されることになった。ところが、この時点ではまだ府内新城は完成しておらず、完成は翌4月になった。入城わずか1ヶ月後の5月、突然、長堯・垣見一直・熊谷直盛・太田一吉は、家康から伏見城への召還を命じられ、長堯は新城を含む府内領を没収するという厳しい沙汰を言い渡された。長堯は6万石の知行に減封となったが、同年12月に家康は細川忠興に対して長堯の残りの采地も「大坂の台所料」とするから人を派遣して受領するようにと指示して、結局すべての領地は没収されて改易となった。忠興は、老臣有吉立行を杵築城主とすることにして（当時丹後久美浜城主の）松井康之を派遣して城を請け取った。
長堯は佐和山城に蟄居する三成のもとに向かった。

#### 大垣城籠城と死

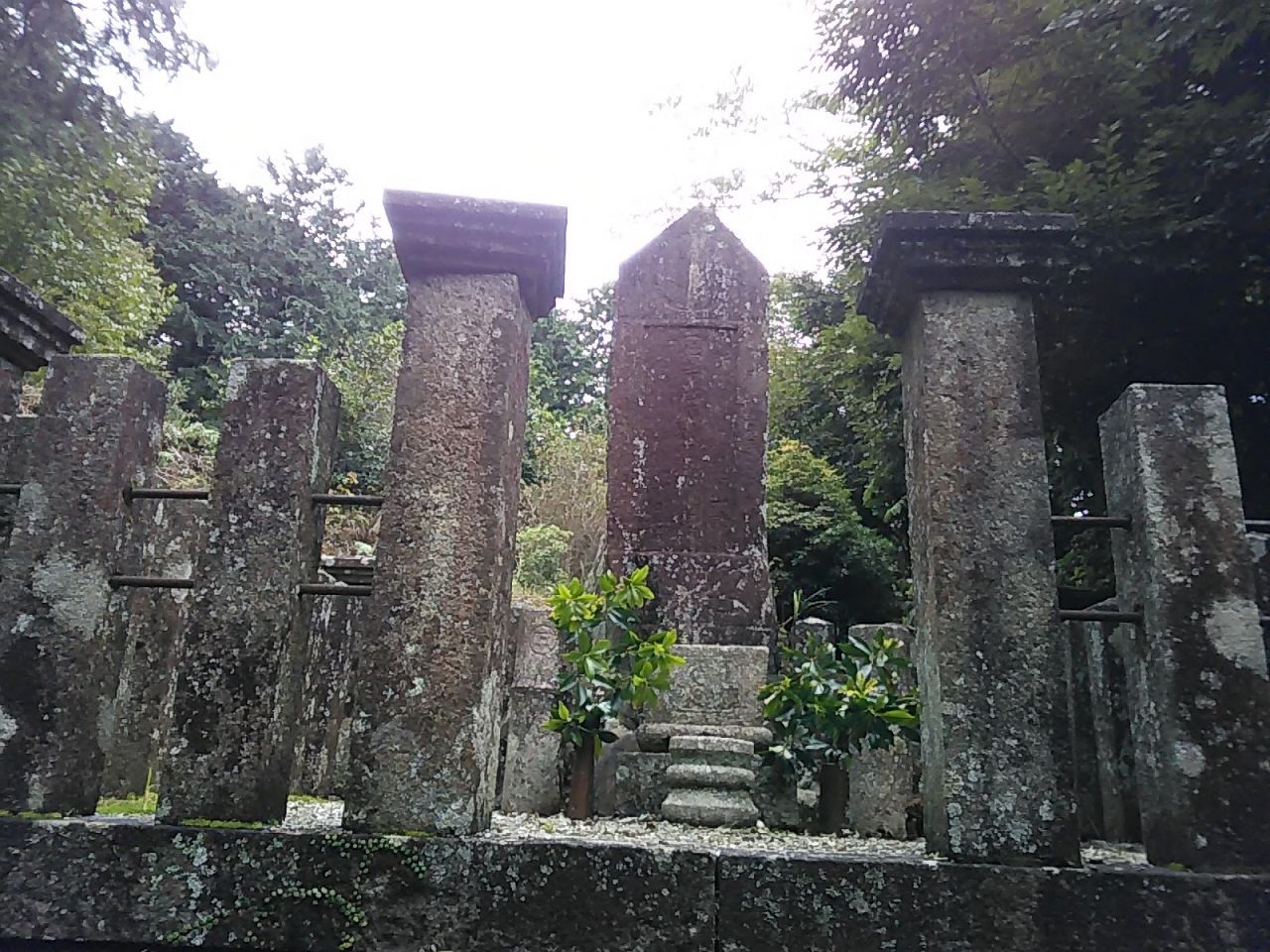
福原長堯の墓(伊勢市永松寺)

慶長5年（1600年）、関ヶ原の戦いの際には石田三成の親族武将として西軍に属した。美濃表に出陣した後、長堯は大垣城の明渡しを拒む西軍・伊藤盛正を説得して退去させた。東軍・一柳直盛が大垣近くの（西軍・武光忠棟が放棄した）長松城を占拠すると、これ攻撃したが、上手く行かなかった。
三成らの西軍主力が関ケ原に出立後も、垣見一直、熊谷直盛（石田の婿）、木村由信・豊統父子、相良頼房、秋月種長・高橋元種らは大垣城の守備に残された。西軍主力の敗北の直後の9月15日、相良頼房・犬童頼兄（相良清兵衛）と秋月種長・高橋元種らが東軍の寄せ手の大将井伊直政に寝返り、18日に謀略により一直・直盛らが殺害されて二の丸、三の丸を失ったが、長堯は手勢200余で本丸に立て籠もってこれを死守せんとして抵抗した。しかし東軍の西尾光教と水野勝成がすでに勝敗は決したことから降伏するように説得したので、9月23日に長堯は和議の条件をいれて城を出た。
この際、石田三成から与えられていた名刀・日向正宗を東軍の水野勝成に与えている。
大垣城の開城後、和議の条件の通りに、長堯は出家して道蘊（どううん）と名乗り、伊勢国朝熊山の永松寺に蟄居した。西尾・水野両名は和議の条件である長堯ら一同の助命を家康に願いでたが、石田三成の縁者であったことと、前述の蔚山の戦いの件で東軍主力の武断派諸将の恨みを買っていたこともあって、許されなかった。長堯ら脱走等の風説があったが、10月2日、長堯は自らの意思で自刃した。従者2名が殉死した。
これより前、佐和山城落城のとき長堯の妻は亡くなるが、城内の婦女子の多くは敵の手にかかるまいとして楼閣より谷間に飛び降りて死に、この自決地を「婦人谷」という。「女郎堕ち」「女郎ヶ谷/女郎谷」とも言われ、現在も山腹に「女郎谷」の看板がある。当時、2歳だった長堯の嫡男は乳人により城外に避難していた。この嫡男は、利平あるいは利兵衛といい、字を直章といった。直章は因幡国（鳥取）に逃れ、次の代で備前国（岡山）に移った。この家系が代々存続して『福原直高小伝』で事蹟を纏めるに至った。